# 4.50 z Paddington
4.50 z Paddington (ang. 4.50 from Paddington lub What Mrs. McGillicuddy Saw) – powieść kryminalna Agathy Christie, wydana w 1957.

## Opis fabuły
Pani McGillicuddy postanawia przyjechać do swojej przyjaciółki, panny Marple, detektywa amatora. Jadąc pociągiem, staje się świadkiem morderstwa. Przez chwilę widzi w oknie jadącego sąsiednim torem pociągu, jak ktoś dusi nieznaną kobietę. Ponieważ nie znaleziono ciała, policja nie daje wiary opowieści pani McGillicuddy. Panna Marple rozpoczyna śledztwo. Ślady prowadzą do domu państwa Crackenthorpe'ów, gdzie wkrótce dochodzi do serii nowych morderstw. Panna Marple wysyła tam swoją młodą przyjaciółkę, Lucy Eyelesbarrow, by najęła się na służbę. Dziewczyna ma za zadanie dokładnie relacjonować staruszce wydarzenia z domu, by ta mogła dojść do odpowiednich wniosków.

## Rozwiązanie
Lucy jako służąca Crackenthorpe'ów przeszukuje posiadłość i udaje jej się znaleźć ciało zamordowanej kobiety - morderca ukrył je w pseudozabytkowym sarkofagu w szopie pełnej szpargałów. Nie wiadomo, kim jest ofiara, policja podejrzewa jednak, że jest Francuzką, wskazuje na to ubranie. Mogłaby to być zaginiona w Londynie francuska tancerka Anna Stravinska, gdyby nie to, że przysłała kartkę z Jamajki z pozdrowieniami. W domu Crackenthorpe'ów przebywa, stale lub czasowo, kilka osób - wiekowy Luther, jego córka Emma, jego trzej synowie Harold, Alfred i Cedryk, zięć Bryan (mąż zmarłej córki) i nastoletni wnuk Aleksander z kolegą. Pozornie ofiara nie ma z nimi nic wspólnego. Emma podejrzewa, że to Martine, francuska narzeczona (a może żona) czwartego - najstarszego - brata Edmunda, poległego w czasie wojny. Martine nigdy nie odwiedziła Crackenthorpe'ów, jednak niedawno przyszedł list od niej - pisała, że faktycznie go poślubiła i ma z nim syna, na edukację którego brakuje jej pieniędzy. W liście zapowiedziała wizytę u rodziny męża, jednak tuż przed jej terminem odwołała ją. Gdyby to, co napisała, było prawdą, jej syn dziedziczyłby posiadłość i część majątku. W tej sytuacji najbardziej podejrzani są Harold, Alfred i Cedryk. Wszyscy są wysokimi brunetami, jak mężczyzna, którego pani McGillicudy widziała tyłem w pociągu. Ale Cedryk ma alibi, a Alfred i Harold zostają wkrótce otruci... Odnajduje się też Martine - pod koniec wojny wyszła za mąż za Anglika. Zatem czyje zwłoki znaleziono w szopie? Wraca koncepcja, że to jednak Anna Stravinska... Ale co ona miała wspólnego z Crackenthorpe'ami? Policja jest bezradna, a prawdy domyśla się jedynie panna Marple. Nie ma jednak dowodów. Postanawia więc zaaranżować spotkanie podejrzanych ze świadkiem morderstwa. Podczas wizyty w domu Crackenthrope'ów pannie McGillicuddy udaje się zobaczyć zbrodniarza w tej samej pozycji, w jakiej go widziała w pociągu. Okazuje się, że to lekarz rodziny Crackenthorp'ów - doktor Quimper. Kolejne morderstwa były dla niego makabryczną drogą do przejęcia majątku Crackenthorpe'ów. Pierwszą ofiarą, którą udusił w pociągu, była jego żona Anna, a zabił ją, by uchodzić za kawalera. Chciał bowiem poślubić Emmę Crackenthorpe, córkę Luthera. Następnie otruł Harolda i Alfreda, jako lekarzowi przyszło mu to bez trudu. Prawdopodobnie planował kolejne morderstwa, które udaremniła dociekliwa panna Marple. Pani McGillicuddy rozpoznała go, a on przyznał się do zabójstw, nie wiedząc, że widziała go tylko z tyłu. 